# Amin Badr
Amin Badr (* 9. Januar 1995 in Brixton, London) ist ein britischer Taekwondoin. Er startet in der Gewichtsklasse bis 54 Kilogramm.
Badr begann im Alter von fünf Jahren mit Taekwondo. Er trainiert am Leistungszentrum in Manchester. Seine ersten internationalen Titelkämpfe bestritt er bei der Junioreneuropameisterschaft 2011 in Paphos, wo er das Viertelfinale erreichte. Im folgenden Jahr konnte er bei der Heimeuropameisterschaft in Manchester überraschend das Halbfinale erreichen und gewann seine erste internationale Medaille im Erwachsenenbereich.